# 学庄乡
学庄乡，是中华人民共和国陕西省榆林市定边县下辖的一个乡镇级行政单位。

## 行政区划
学庄乡下辖以下地区：
学庄村、刘庄村、付坬村、杨伏井村、高庙湾村、崔井村、朱庄村、罗山村、大涧湾村、胡尖山村、黄伙场村、贾要先村、桃树梁村、王仲梁村和张要先村。